# P3 Rytm
P3 Rytm var ett radioprogram i Sveriges Radio P3. Programmet fokuserade på genrer som reggae, ska, dub, ragga, rocksteady, afrobeat och modern världsmusik. Förutom musik innehöll det två timmar långa programmet intervjuer och kortare reportage. 
Programmet startades i januari 2000 med Daniel ”Papa Dee” Wahlgren som programledare. Under september 2008 tog Daniel ”Nougie Jad” Jadama över programledarrollen, efter att tidigare vikarierat på platsen.
Programmet lades ner i januari 2010.
P3 Rytm verkade i en tradition där program som Rytmdoktorn, Pang pang krokodil och Radio Västindien var föregångare. 